# Martha Mattox

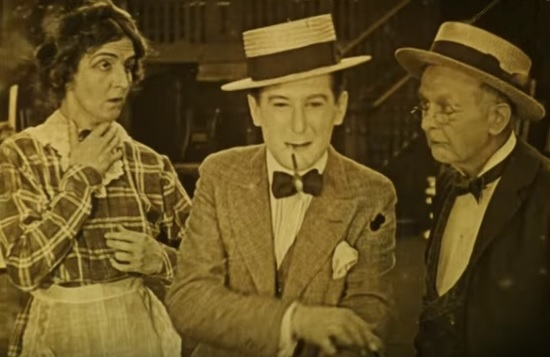
Martha Mattox, William V. Mong et Bert Woodruff (de g. à d.), dans Un délicieux petit diable (1919)

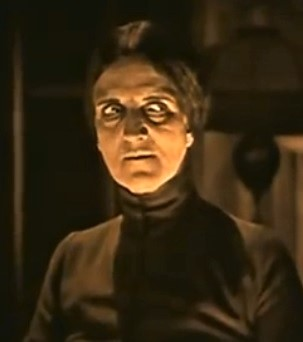
Dans La Volonté du mort (1927)

Martha Mattox, née le 19 juin 1879 à Natchez (Mississippi) et morte le 2 mai 1933 à Sidney (État de New York), est une actrice américaine.

## Biographie
Martha Mattox est active au cinéma principalement durant la période du muet et contribue à cent-cinquante deux films américains, les deux premiers (courts métrages) sortis en 1913. Suivent notamment quelques films du jeune John Ford, dont La Femme sauvage (1918, avec Harry Carey et Molly Malone), La Sagesse de trois vieux fous de King Vidor (1923, avec Claude Gillingwater et Eleanor Boardman), Le Cargo infernal de Victor Fleming (1925, avec Wallace Beery et Pauline Starke) et La Volonté du mort de Paul Leni (1927, avec Laura La Plante et Forrest Stanley).
Parmi sa trentaine de films parlants, citons Liliom de Frank Borzage (1930, avec Charles Farrell et Rose Hobart), le western Le Fantôme de Mack V. Wright (1932, avec John Wayne et Sheila Terry) et Goldie Gets Along (en) de Malcolm St. Clair (avec Lili Damita et Sam Hardy), son dernier film sorti le 27 janvier 1933.
Martha Mattox meurt prématurément à peine plus de trois mois après, à 53 ans, des suites d'une maladie cardiovasculaire.

## Filmographie partielle

### Période du muet
- 1915 : A Small Town Girl d'Allan Dwan : petit rôle non crédité
- 1917 : À l'assaut du boulevard (Bucking Broadway) de John Ford : la cliente choquée au magasin
- 1918 : La Femme sauvage (Wild Women)  de John Ford : la reine
- 1918 : Le Mignard (Danger, Go Slow) de Robert Z. Leonard : Mme Pruddy
- 1918 : Thieves' Gold de John Ford : Mme Larkin
- 1918 : La Tache de sang (The Scarlet Drop) de John Ford : Mammy
- 1919 : Fleur sans tache (The Wicked Darling) de Tod Browning : une serveuse
- 1919 : Un délicieux petit diable (The Delicious Little Devil) de Robert Z. Leonard : la femme de Musk
- 1920 : Janette chez les peaux-rouges (Girl of My Heart) d'Edward LeSaint : Prudence White
- 1920 : The Butterfly Man d'Ida May Park et Louis Gasnier : Anna Blynn
- 1922 : Régina (Beauty's Worth) de Robert G. Vignola : la tante Elizabeth Whitney
- 1922 : Angel of Crooked Street de David Smith
- 1922 : Le Train rouge (Hearts Aflame) de Reginald Barker
- 1923 : La Sagesse de trois vieux fous (Three Wise Fools) de King Vidor : Mme Saunders
- 1923 : Maytime de Louis Gasnier : Mathilda
- 1923 : Red Lights de Clarence G. Badger
- 1923 : Rita, la petite danseuse (Look Your Best) de Rupert Hughes
- 1923 : Bavu de Stuart Paton : Piplette
- 1925 : Le Cargo infernal (The Devil's Cargo) de Victor Fleming : Mme Farwell
- 1925 : Le Gardien du foyer (The Home Maker) de King Baggot : Mrs. Anderson
- 1925 : Dangereuse Innocence (Dangerous Innocence) de William A. Seiter
- 1925 : The Keeper of the Bees de James Leo Meehan
- 1925 : Daddy's Gone A-Hunting de Frank Borzage : Mme Wethers
- 1926 : Le Torrent (Torrent) de Monta Bell : Doña Bernarda Brull
- 1926 : Maître Nicole et son fiancé (The Waning Sex) de Robert Z. Leonard : Ellen B. Armstrong
- 1926 : Shameful Behavior? d'Albert H. Kelley
- 1926 : Lovey Mary de King Baggot : Miss Bel
- 1927 : The Devil Dancer de Fred Niblo : Isabel
- 1927 : La Volonté du mort (The Cat and the Canary) de Paul Leni : Mammy Pleasant
- 1927 : Finger Prints de Lloyd Bacon : la mère Malone
- 1927 : Oh! Marquise (Her Wild Oat) de Marshall Neilan
- 1927 : Old San Francisco d'Alan Crosland
- 1928 : Ce bon monsieur Hunter (Fools for Luck) de Charles Reisner : Mme Simpson
- 1928 : L'Implacable Destin (Love Me and the World Is Mine) de Ewald André Dupont
- 1928 : The Little Shepherd of Kingdom Come d'Alfred Santell
- 1928 : The Head Man d'Edward F. Cline
- 1929 : The Fatal Warning de Richard Thorpe (serial) : Mme Charles Peterson

### Période du parlant
- 1930 : Liliom de Frank Borzage : la gouvernante
- 1932 : Le Fantôme (Haunted Gold) de Mack V. Wright : Mme Herman
- 1932 : Murder at Dawn de Richard Thorpe : la gouvernante
- 1932 : The Monster Walks (en) de Frank R. Strayer : Mme Emma « Tanty » Krug
- 1932 : The Silver Lining d'Alan Crosland
- 1932 : Le Visage masqué (Behind the Mask) de John Francis Dillon
- 1932 : La Grande Muraille (The Bitter Tea of General Yen) de Frank Capra : Mlle Avery
- 1933 : Goldie Gets Along (en) de Malcolm St. Clair : la belle-sœur de Saunders